# Ломм, Пьер
Пьер Ломм (фр. Pierre Lhomme; 5 апреля 1930, Булонь-Бийанкур, Сена, Франция — 4 июля 2019, Арль, Буш-дю-Рон, Франция) — французский кинооператор, многократный номинант и двукратный лауреат премии «Сезар».

## Биография
Окончил Высшую национальную школу Луи Люмьера (1953). Начинал с короткометражных и документальных лент, в которых нередко выступал как режиссёр и кинооператор. Работал с несколькими режиссёрами новой волны, но не входил в ядро этого движения.

## Избранная фильмография
- Прекрасный май (1962, оператор и режиссёр, в соавторстве с Крисом Маркером, документальный)
- Le Combat dans l'île (1962, Ален Кавалье)
- Les Métamorphoses du paysage (1964, Эрик Ромер, телевизионный документальный)
- Le Mistral (1965, Йорис Ивенс, документальный)
- La Vie de château (1966, Жан-Поль Раппно)
- Le Roi de coeur (1967, Филипп де Брока)
- Le Plus vieux métier du monde (1968, Клод Отан-Лара, Мауро Болоньини)
- La Chamade (1968, А. Кавалье, по роману Ф.Саган)
- À bientôt, j’espère (1968, Крис Маркер, документальный)
- Coplan sauve sa peau (1968, Ив Буассе)
- Армия теней / L’Armée des ombres (1969, Жан-Пьер Мельвиль)
- Четыре ночи мечтателя / Quatre Nuits d’un rêveur (1971, Робер Брессон)
- Секс-шоп / Sex-shop (1972)
- Мамочка и шлюха/ La Maman et la putain (1973, Жан Эсташ)
- Я ничего не знаю, но всё скажу (1973, Пьер Ришар)
- Сладкий фильм / Sweet Movie (1974, Душан Макавеев)
- La Solitude du chanteur de fond (1974, Крис Маркер)
- Плоть орхидеи / La Chair de l’orchidée (1975, Патрис Шеро, номинация на премию Сезар)
- Дикарь / Le Sauvage (1975, Жан-Поль Раппно, номинация на премию Сезар)
- Les Enfants du placard (1976, Бенуа Жако)
- Скажите ей, что я её люблю / Dites-lui que je l’aime (1977, Клод Миллер, номинация на премию Сезар)
- Une sale histoire (1977, Ж.Эсташ)
- Les Mains négatives (1978, Маргерит Дюрас)
- Judith Therpauve (1978, Патрис Шеро, номинация на премию Сезар)
- Aurélia Steiner (Vancouver) (1979, Маргерит Дюрас)
- Le Navire Night (1979, Маргерит Дюрас)
- Retour à la bien-aimée (1979, Жан-Франсуа Адан)
- La Fille prodigue (1981, Жак Дуайон)
- Квартет / Quartet (1981, Джеймс Айвори)
- Весь в огне / Tout feu, tout flamme (1982, Жан-Поль Раппно)
- Смертельная прогулка / Mortelle randonnée (1983, Клод Миллер, номинация на премию Сезар)
- Морис / Maurice (1987, Джеймс Айвори)
- Камилла Клодель / Camille Claudel  (1988, Брюно Нюиттен, премия Сезар)
- Сирано де Бержерак / Cyrano de Bergerac (1990, Жан-Поль Раппно, премия BAFTA, премия Сезар, премии Каннского МКФ, Британского общества кинематографистов, номинация на Европейскую кинопремию)
- Homo Faber (1991, Фолькер Шлёндорф)
- Toxic Affair (1992, Филомена Эспозито)
- Джефферсон в Париже / Jefferson à Paris (1995, Джеймс Айвори)
- Мужчина моей жизни (1996, Бертран Блие)
- Anna Oz (1996, Эрик Рошан)
- Les Palmes de Monsieur Schultz (1997, Клод Пиното)
- Voleur de vie (1998, Ив Анжело)
- Cotton Mary (1999, Исмаил Мерчант)
- Развод (2003, Джеймс Айвори)

## Признание
Офицер ордена искусств и литературы, кавалер ордена Почётного легиона. Премия Джанни Ди Венанцо (2005), премия Лодзинского кинофестиваля за совокупность созданного (2008).